# Свято-Успенський храм (Діївка)
Свято-Успенський храм — храм у Другій Діївці у Новокодацькому районі міста Дніпро, що відноситься до Першого міського (Правобережного) благочиння Дніпропетровська єпархія УПЦ (МП).
Адреса: місто Дніпро, Діївка-2, Степова вулиця, 5.

## Історія
Дерев'яний храм зведенено мешканцями Діївки у 1899 році. У 1903 році в Свято-Успенському храмі було організовано парафіяльне піклування й церковно-парафіяльна школа. У 1913 році Свято-Успенський храм Діївки згорів.
У 1915—1918 роках зусиллями парафіян йшла підготовка до будівництва другого цегляного храму, що був зведений у 1924 році.
До 1933 року в Свято-Успенському храмі Дніпропетровська проводилися богослужіння. У 1934 році храм було закрито більшовицькою радянською владою, а будівля була передана під школу. У 1940 році колишній храм передали під кінотеатр.
За німців під час німецько-радянської війни у Свято-Успенському храмі відновили службу.
У травні 1948 року радянська влада знову вилучила храм та передала під школу.
З 23 листопада 1997 року почалися богослужіння УПЦ (МП) в сторожі біля храму. З грудня 1999 року за храмі працює однорічна недільна школа, де діти вивчають Закон Божий і навчаються церковного співу. У грудні 2002 року виконком Дніпропетровської міської ради передав у власність Свято-Успенський храм УПЦ (МП). Працює парафіяльна бібліотека. Громада багато років надає благодійну допомогу Будинку немовляти Дніпра № 1.